# Boffalora sopra Ticino
Boffalora sopra Ticino – miejscowość i gmina we Włoszech, w regionie Lombardia, w prowincji Mediolan.
Według danych na rok 2004 gminę zamieszkiwało 4265 osób, 609,3 os./km².